# Haydn Festspiele
Die Haydn Festspiele (auch Haydn Festspiele Eisenstadt oder Haydn Festival) waren ein bis 2017 jährlich stattfindendes Festival in Eisenstadt in Österreich, das sich der Pflege des Gesamtwerks Joseph Haydns widmete.

## Geschichte
Der Trägerverein „Burgenländische Haydnfestspiele“ wurde vom Land Burgenland und der Freistadt Eisenstadt 1986 gegründet. Der Vorstand des Vereins war aus dem jeweiligen Kulturlandesrat, dem Eisenstädter Bürgermeister und einem weiteren Vertreter des Landes Burgenland zusammengesetzt. Die Haydn Festspiele waren Träger der Haydn-Tradition und ein Zentrum der internationalen Haydn-Pflege. Intendant war von 1988 bis 2017 Walter Reicher. Seit 1989 veranstalteten sie alljährlich im September ihre Festspiele, die „Internationalen Haydntage“.
Die Gründer der Haydn Festspiele beschlossen, Archiv, Bibliothek und Sammlungen für alle Arten von Objekten offen zu halten, die zum besseren Verständnis von Joseph Haydn und seiner Musik beitragen können. Die Haydn Festspiele kooperierten eng mit der Internationalen Joseph Haydn Privatstiftung Eisenstadt. Sie agierten nicht nur als Festival, sondern auch als Knotenpunkt und Kompetenzzentrum aller Fragen rund um Joseph Haydn (Betreuung wissenschaftlicher Arbeiten, Verlegung von Büchern und Medien, Veranstaltung von Themenreisen, Gründung von Haydngesellschaften weltweit, Entwicklung von Vermittlungsprogrammen, Organisation von Symposien etc.).

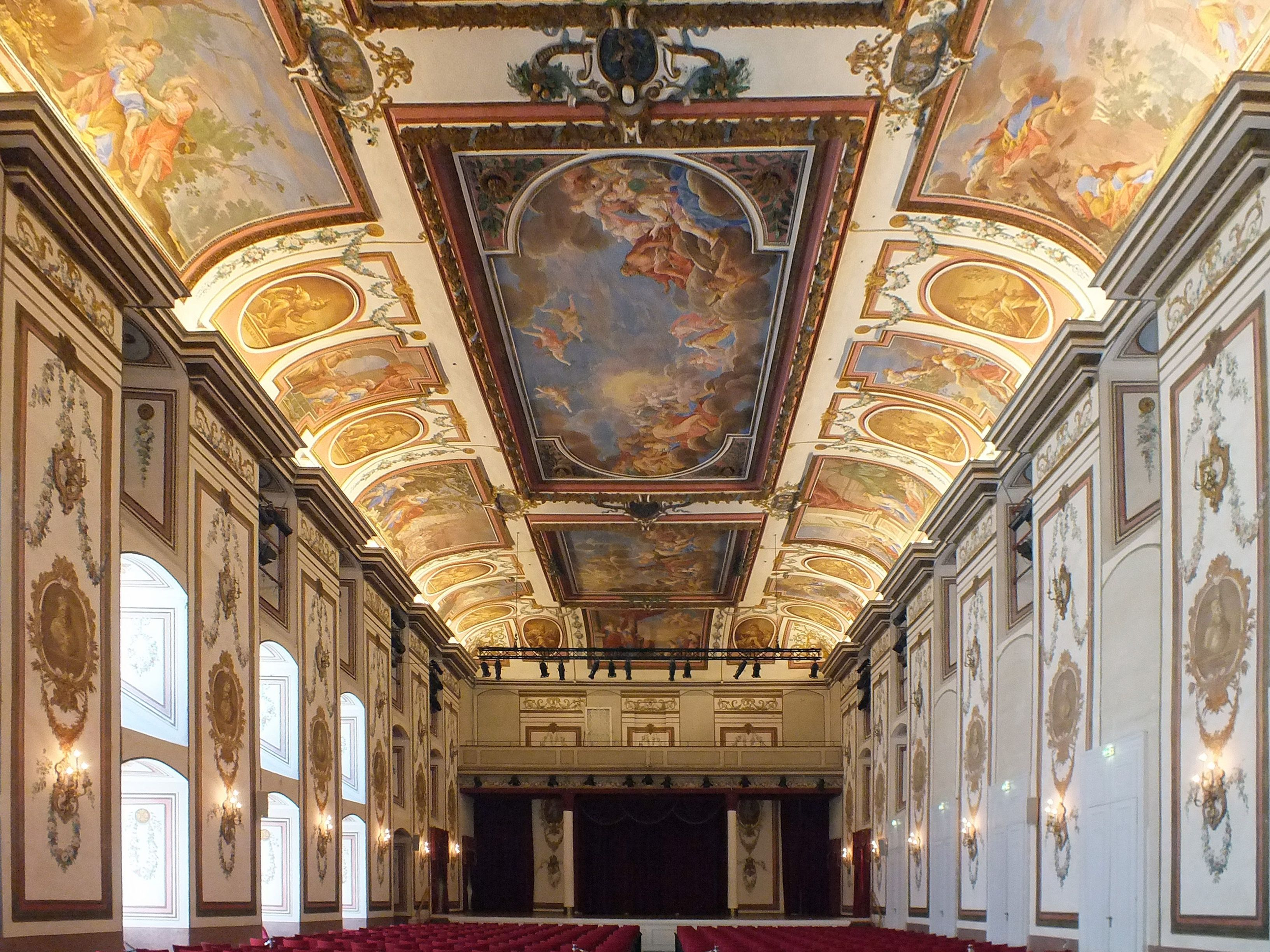
Haydnsaal im Schloss Esterházy

Der Name Joseph Haydn ist untrennbar mit Eisenstadt verbunden. Ab dem Jahr 1761 wirkte Haydn mehr als vierzig Jahre als Fürstlicher Kapellmeister am Esterházy’schen Hof. Er schrieb hier einen Großteil seiner Meisterwerke. Viele der damaligen Wirkungsstätten – wie der für seine hervorragende Akustik berühmte Haydnsaal im Schloss Esterházy – sind bis heute erhalten geblieben und bildeten bis 2016 den stilvollen Rahmen für die Haydn Festspiele.
Im Zentrum der Haydn Festspiele stand das Gesamtwerk des genius loci Joseph Haydn. Neben den für ihn typischen Werkgattungen wie der Symphonie und dem Streichquartett gelangten auch Opern, Oratorien und andere Kompositionen zur Aufführung. Den vielfältigen Beziehungen dieser Werke zueinander wurde bei der Gestaltung des jeweiligen Festspielprogramms hohe Beachtung geschenkt. Begleitende Ausstellungen wie beispielsweise im Jahr 2013 „Ask for Haydn – Blicke aus der Gegenwart“ (Projektraum der Landesgalerie Burgenland) wurden regelmäßig organisiert.
Gleichzeitig mit den Haydn Festspielen wurde die Österreichisch-Ungarische Haydn-Philharmonie durch Ádám Fischer gegründet. Das orchestra-in-residence der Internationalen Haydntage wurde seither von ihm auch geleitet.
Zentraler Spielort war der Haydnsaal des Schlosses Esterházy: ein Saal, in dem Haydn zu Lebzeiten selbst gewirkt hat und der als einer der wichtigsten Wirkungsorte Haydns gilt. Zu den insgesamt zwölf Spielstätten gehörten weiters beispielsweise die Bergkirche, der überdachte Innenhof des Burgenländischen Landesmuseums, der Dom St. Martin und Burg Forchtenstein, zum Teil sind dies ebenfalls Originalschauplätze, an denen Haydn im 18. Jahrhundert tätig war.
Im September 2015 wurde bekannt, dass die 28. Internationalen Haydntage im Jahr 2016 vermutlich die letzten im Schloss Esterházy sein werden. Das 29. Haydnfestival wird als „HaydnLandTage“ an Originalschauplätzen im Burgenland, Niederösterreich und Wien durchgeführt und auch ein musikwissenschaftliches Symposium in Eisenstadt inkludieren. Anfang August 2018 wurde bekannt, dass 2018 die Haydntage nicht stattfinden.
Ende 2016 kündigten die Esterházy-Betriebe mit „Herbstgold“ ein jährliches, im September stattfindendes Nachfolgerfestival an, welches mit einem Mix aus Jazz, Roma-, Balkan- und klassischer Musik sowie Kulinarik in Eisenstadt verstärkt junges Publikum ab dem Jahr 2017 ansprechen soll.

## Themenschwerpunkte der Internationalen Haydntage
- 1989: […]
- 1990: Frühe Symphonien für den Esterházy’schen Hof
- 1991: Haydn & Mozart
- 1992: Die Schöpfung, Sturm und Drang – 1. Teil
- 1993: Sturm und Drang – 2. Teil
- 1994: Haydn und die Sakralmusik
- 1995: Haydn und London, Haydn und die Vokalmusik
- 1996: Haydn der Europäer, Haydn und die Liebe
- 1997: Pariser Symphonien, Das Baryton
- 1998: Meine Sprache verstehet man durch die ganze Welt
- 1999: Doppelter Haydnspaß
- 2000: Mit Pauken und Trompeten
- 2001: Die Jahreszeiten – Die Klänge der Zeit
- 2002: Haydn & Schubert
- 2003: Haydn & Beethoven
- 2004: Haydn & Bach
- 2005: Haydn & Mozart
- 2006: Haydn & Händel
- 2007: Haydn & die Romantik
- 2008: 20 Jahre Internationale Haydntage Eisenstadt
- 2009: Haydn-Jahr 2009
- 2010: Haydn & Die Jubilare
- 2011: Haydn & Die Neue Welt
- 2012: Haydn & Italien
- 2013: Haydn & Beethoven
- 2014: Haydn & Mozart
- 2015: Haydn & Schubert
- 2016: Haydn & Böhmen
- 2017: Haydn & Paris

Von Mai bis November 2016 bespielte das Festival den Haydnsaal im Schloss Esterházy mit dem vierteiligen Konzertzyklus „Die HaydnAkademie – Der große Mozart-Zyklus“ – und die Landesgalerie Burgenland mit dem ebenfalls vierteiligen Konzertzyklus „Haydn Chamber Ensemble – Haydn ein Europäer“.
Für die Internationalen Haydntage wurden von den besten Haydn-Interpreten eigene Programme erstellt, die ausschließlich bei den Haydn Festspielen an den Originalschauplätzen zur Aufführung gebracht wurden. Diese Trias von Interpret-Originalschauplatz-Programmierung begründete die Popularität des Festivals.

## Symposien
Gemeinsam mit der „Internationalen Joseph Haydn Privatstiftung Eisenstadt“ und der Kulturabteilung des Landes Burgenland veranstalteten die Haydn Festspiele im Rahmen der Internationalen Haydntage regelmäßig internationale musikwissenschaftliche Symposien. Die Tagungen beleuchteten Joseph Haydns Œuvre, Leben und Wirken. Vorträge und Diskussionen sind öffentlich.
- 1995: Das symphonische Werk Joseph Haydns
- 1997: Das Baryton in der Musikgeschichte
- 2000: Joseph Haydn & Das Clavier
- 2002: Joseph Haydn & Das Streichquartett
- 2004: Dokumentarische Grundlagen in der Haydnforschung
- 2007: Bausteine zu einer Eisenstädter Haydn-Topographie
- 2009: Frauen um Haydn
- Joseph Haydn im 21. Jahrhundert
- 2011: Joseph Haydn und die „Neue Welt“
- 2013: Haydn & Die Künste
- 2015: Aufführungspraxis und Interpretation – zur Rezeptionsgeschichte von Joseph Haydns Werken

## Konzertzyklen
Die Haydn Festspiele veranstalteten in den Konzertsälen des Schlosses Konzerte über das ganze Jahr hinweg. Es gehörte zur Philosophie ihrer Konzertreihen, neben Werken von Joseph Haydn die gesamte Musikliteratur vom Barock bis zur Gegenwart aufzuführen.

### „HaydnAkademie“
Im Jahre 1992 wurde von Anton Gabmayer ein eigenes Orchester – „Die HaydnAkademie“ – gegründet. Ziel des Projektes war es, alle 100 & 7 Haydn-Symphonien in einem Zeitraum von neun Jahren im Haydnsaal aufzuführen. Nach Abschluss dieses Projekts stand jedes Jahr unter einem anderen Thema. Ab 2015 führt die HaydnAkademie im „großen Mozart-Zyklus“ bis 2019 alle Symphonien von W. A. Mozart auf.

### „Haydn Chamber Ensemble“
Joseph Haydn beschäftigte sich zeit seines Lebens intensiv mit Kammermusik. Die Haydn Festspiele stellten das Klaviertrio in den Mittelpunkt einer eigenen Konzertreihe (seit 1995). Mit Beginn der Reihe 1995 bis 2008 spielte das „Haydn Trio Eisenstadt“, 2012 nahm das „Haydn Piano Trio“ den Zyklus wieder auf und ab 2014 setzte ihn das „Haydn Chamber Ensemble“ fort. Im Rahmen dieses Zyklus wurden bei jedem Konzert Uraufführungen zeitgenössischer Komponisten gespielt.

## Auswahl an Festivals außerhalb der Haydntage
- 2002, 1.–5. Mai: Haydn Streichquartett Weekend (alle 69 Streichquartette)
- 2009, 13.–14. Aug.: Die Sieben Worte – alle Versionen
- 2009, 18. – 21. Juni: Sturm & Drang
- 2009, 29. Mai – 1. Juni: HAYDN Gedenk TAGE
- 2009, 30. April – 3. Mai: TRIOthlon – Haydn Kammermusikfestival
- 2009, 9.–13. April Haydn Sakral

Zum Gesamtschaffen Joseph Haydns zählen 814 Werke (plus 400 Volksliedbearbeitungen). Seit Bestehen der Haydntage (1989) wurden fast alle Haydnwerke mehrfach live präsentiert.
Zur Aufführung gelangten unter anderem:
- alle 107 Haydn-Symphonien
- alle 14 Messen von Joseph Haydn
- alle 6 Oratorien von Joseph Haydn
- 12 (= alle vollständig erhaltenen) der 23 Haydnopern:
  - 1994 La fedeltà premiata – Gastspiel der Opera Noord-Holland
 Musikalische Leitung: Frank van Koten
 Inszenierung: Jan Bouws
  - 1995 Orlando paladino – Eigenproduktion der Haydn Festspiele
 Musikalische Leitung: Ádám Fischer
 Inszenierung: Matthias Schönfeld
  - 1996 Philemon und Baucis – Eigenproduktion der Haydn Festspiele
 Musikalische Leitung: Trevor Pinnock
 Inszenierung: Christopher Leith
  - 1997 Il mondo della luna – Koproduktion mit dem Opernhaus Zürich
 Musikalische Leitung: Ádám Fischer
 Inszenierung: Matthias Schönfeld
  - 1998 L’isola disabitata – Eigenproduktion der Haydn Festspiele
 Musikalische Leitung: Ádám Fischer
 Inszenierung: Michael Schilhan
  - 1999 Armida – Eigenproduktion der Haydn Festspiele
 Musikalische Leitung: Ádám Fischer
 Inszenierung: Michael Schilhan
  - 2000 L’incontro improvviso – Eigenproduktion der Haydn Festspiele
 Musikalische Leitung: Ádám Fischer
 Inszenierung: Laurence Dale
  - 2001 La canterina und Lo speziale – Eigenproduktion der Haydn Festspiele
 Musikalische Leitung: Stefan Vladar
 Inszenierung: Tatjana Gürbaca
  - 2002 La vera costanza – Eigenproduktion der Haydn Festspiele
 Musikalische Leitung: Ádám Fischer
 Inszenierung: Philipp Himmelmann
  - 2003 Philemon und Baucis – Eigenproduktion der Haydn Festspiele
 Musikalische Leitung: Trevor Pinnock
 Inszenierung: Christopher Leith
  - 2004 L’infedeltà delusa – Eigenproduktion der Haydn Festspiele
  - 2005 L’anima del filosofo – Eigenproduktion der Haydn Festspiele
 Musikalische Leitung: Ádám Fischer
 Inszenierung: Michael Schilhan

Visualisierung von Haydn-Werken:
- 2011: Sinfonie Nr. 94 G-Dur „Mit dem Paukenschlag“ mit 3-D-Projektionen in  Zusammenarbeit mit Ars Electronica
- 2012: Die Schöpfung als klassisches Ballett im Rahmen 36. Eisenstädter Sommerakademie mit dem Oklahoma Festival Ballet (Choreographie Mary Margaret Holt)
- 2014: Die Jahreszeiten eröffneten als klassisches Ballett die 26. Internationalen Haydntage mit dem Oklahoma Festival Ballet (Choreographie Mary Margaret Holt)

Überdies wurden über 600 Werke anderer Komponisten aufgeführt.
Die Haydn Festspiele waren auch federführend bei einigen Gesamteinspielungen von verschiedenen Werkgattungen Joseph Haydns beteiligt:
- alle 107 Symphonien durch Ádám Fischer mit der Österr.-Ung. Haydnphilharmonie
- alle 39 Klaviertrios durch das Haydn Trio Eisenstadt
- alle 419 Bearbeitungen britischer Volkslieder für Klaviertrio und Singstimme(n) durch das Haydn Trio Eisenstadt und schottische Sänger
- alle 144 erhaltenen Werke für Baryton durch das Esterházy Trio
- alle Einlagenarien für Luigia Polzelli durch das L’Orfeo Barockorchester und Nuria Rial unter Michi Gaigg

Im Rahmen der Internationalen Haydntage wurde auch auf die bildungspolitische Aufgabe, besonders im Kinder- und Jugendbereich, Bedacht genommen.
Spezielle Kinder-, Jugend- und Schulprojekte:
- 1992: Eine Schöpfung für Kinder
- 1993: Haydn für Kinder
- 1996: Haydn on the moon
- 1997: Haydn on the rocks  +  Der Zauber des Mondgartens
- 1998: Hallo Haydn
- 1999: Interaktive Homepage www.kids.haydnfestival.at
- 2002: Making of „Of Mice and Puppets“
- 2009: Ein Dirigent kommt in die Schule, Haydn rockt!
- 2011: Peppo erlebt die Jahreszeiten
- 2012: Peppinos Reise ins Land der Zitronenbäume
- 2013: Signale
- Ab 2014: Aktion Jugendtickets für alle Konzerte der Haydn Festspiele

Im „Haydnjahr“ 2009 (200. Todestag) wurden unter anderem alle zwölf vollendeten Messen Haydns sowie im Rahmen des Projekts „100&7 Symphonien“ übers Jahr verteilt sämtliche Haydn-Symphonien aufgeführt. Zum Anlass des 200. Todestages Haydns riefen die Haydn Festspiele das Projekt „World Creation“ ins Leben. Orchester und Chöre auf der ganzen Welt wurden dabei eingeladen, an einem weltumspannenden Aufführungsprojekt (Aufführung des Oratoriums Die Schöpfung an verschiedensten Orten der Welt am 31. Mai 2009) teilzunehmen.

## Wettbewerbe und Kompositionsaufträge
- 1991 wurde der II. J. Joachim Violin-Wettbewerb während der Haydntage abgehalten.
- 1997: Internationaler Kompositionswettbewerb Joseph Haydn: „1000 Jahre Österreich / 75 Jahre Burgenland“, Preisträger: Stefan Thomas
- 2009: „D2H“ war ein Kompositionsprojekt im Haydn-Jahr 2009. Weltweit wurden 18 Komponisten beauftragt, Haydn ein neues Klaviertrio zu widmen (darunter Elisabeth Harnik, Johanna Doderer, Jury Everhartz, Gernot Schedlberger, Lalo Schifrin)
- 2012 wurden drei Klaviertrios in Auftrag gegeben und im Empiresaal uraufgeführt: von Hüseyin Evirgen The sun worshippers, von Sung-Min Ahn Die Jahreszeiten – Herbst und von Manuela Kerer Mare bianco
- 2013 wurden vier Klaviertrios von den Haydn Festspielen Eisenstadt in Auftrag gegeben: von Johannes Kretz evolution & thought, von Angélica Castelló Principio sin titiulo, von Roman Pawollek Omanukaladesa und von Johanna Doderer Morgen.
- 2014 wurden in Auftrag gegeben: drei Klaviertrios (B. Stangl, J. Varga, J. Purgina) und ein Klavierquartett (N. Sterk).
- 2015 wurden in Auftrag gegeben: vier Klaviertrios (E. Harnik, M. Kerer, G. Resch, P. Jakober).

Einzelne Highlights wurden im Rahmen von Open-Air-Veranstaltungen – die Haydn Festspiele waren Vorreiter im Bereich von öffentlichen Übertragungen im Bereich der klassischen Musik – mittels Videowall auf den Schlossplatz live übertragen:
- 1991: José Carreras
- 1995: Cheryl Studer
- 1996: Mara Zampieri
- 1997: Edita Gruberová
- 2000: Haydnoper L’isola disabitata

## Internetpioniere
Die Haydn Festspiele Eisenstadt waren weltweit die ersten, die
- ein klassisches Konzert (1997, Liederabend Edita Gruberová)
- eine komplette Oper (1998, Joseph Haydn: L’isola disabitata)
- ein komplettes Festival mit allen Veranstaltungen (Haydntage vom 9.–19. September 1999)

in Bild und Ton live im Internet übertrugen.
www.worldcreation.info – Rund um den Erdball erklang am 31. März 2009, Haydns 200. Todestag, sein berühmtestes Oratorium Die Schöpfung. Orchester und Chöre auf der ganzen Welt wurden eingeladen, sich an diesem Welt umspannenden Aufführungsprojekt zu beteiligen.
www.haydn107.com – Webseite-Nutzer haben die Möglichkeit, jede der 107 Symphonien Haydns und jeden der 414 Sätze anzuhören und gleichzeitig die Partitur zu lesen. Zugleich können Hintergrund-Informationen zu jeder einzelnen Symphonie abgerufen werden.

## Interpreten bei den Haydn Festspielen Eisenstadt
Im Folgenden findet sich eine Auswahl der Künstlern und Ensembles, die bei den Internationalen Haydntagen gastierten (in alphabetischer Reihenfolge):

### Orchester
- Academy of Ancient Music
- Academy of St. Martin in the Fields
- Akademie für Alte Musik Berlin
- Amsterdam Baroque Orchestra
- Anima Eterna
- Bläsersolisten der Wiener Symphoniker
- Camerata Academica Salzburg
- Camerata Köln
- Camerata Salzburg
- Capella Augustina
- Cappella Gabetta
- Cappella Istropolitana
- City of London Sinfonia
- Collegium Musicum 90
- Concentus Musicus Wien
- Concerto Köln
- Donau Philharmonie Wien
- English Chamber Orchestra
- The English Concert
- Ensemble Baroque de Limoges
- Eremitage St. Petersburg
- Festival Strings Lucerne
- Franz Liszt Chamber Orchestra
- Freiburger Barockorchester
- Händel & Haydn Society Boston
- The Hanover Band
- Die HaydnAkademie
- Heidelberger Sinfoniker
- I Musici di Roma
- Il complesso barocco
- Il Giardino Armonico
- Israel Chamber Orchestra
- Kamerata Athen
- Kammerorchester Basel
- Kölner Akademie
- La petite bande
- La Sfera Armoniosa
- La Stagione Frankfurt
- Les Talens Lyriques
- Le Concert des Nations
- L’Ensemble Baroque de Limoges
- Litauisches Kammerorchester
- London Symphony Orchestra
- L’Orfeo Barockorchester
- L’Orfeo Bläserensemble
- Mahler Chamber Orchestra
- Moskauer Akademie
- Moskauer Philharmonisches Orchester
- Moskauer Virtuosen
- Mozarteumorchester Salzburg
- Orchesterakademie Ossiach
- Orchester Purpur
- Orchestra Haydn di Bolzano
- Orchestra of the Age of Enlightenment
- Orchester des 18. Jahrhunderts
- Österreichisch-Ungarische Haydn-Philharmonie
- Oxford Orchestra da Camera
- Péchés de Jeunesse
- The Philharmonics
- Polnische Kammerphilharmonie Sopot
- Prager Kammerorchester
- Prima la Musica
- RSO – Radio-Symphonieorchester Wien
- Tafelmusik
- Wiener Akademie
- Wiener Concert-Verein
- Wiener Kammerorchester
- Wiener Philharmoniker
- Wiener Symphoniker
- Zürcher Kammerorchester

### Dirigenten
- Giovanni Antonini
- Harry Bicket
- Frans Brüggen
- Bertrand de Billy
- Harry Christophers
- Christophe Coin
- Laurence Cummings
- Alan Curtis
- Colin Davis
- Vladimir Fedosejev
- Mike Fentross
- Thomas Fey
- Ádám Fischer
- Julia Fischer
- Andres Gabetta
- Anton Gabmayer
- Michi Gaigg
- Reinhard Goebel
- Gottfried von der Goltz
- Roy Goodman
- Paul Goodwin
- Howard Griffiths
- Anthony Halstead
- Nikolaus Harnoncourt
- Martin Haselböck
- Joji Hattori
- Carin van Heerden
- Philippe Herreweghe
- Richard Hickox
- Christopher Hogwood
- Heinz Holliger
- Jos van Immerseel
- James Judd
- Dimitrij Kitajenko
- Ton Koopman
- Sigiswald Kuijken
- Bernard Labadie
- Mischa Maisky
- Sir Neville Marriner
- Enrique Mazzola
- Nicholas McGegan
- Lord Yehudi Menuhin
- Riccardo Muti
- Petra Müllejans
- Manfred Müssauer
- Alexandros Myrat
- Claudio Osele
- Roberto Paternostro
- Simon Phipps
- Trevor Pinnock
- Wojciech Rajski
- Riccardo Rocca
- Christophe Rousset
- Jordi Savall
- Heinrich Schiff
- Michael Schneider
- Peter Schreier
- Martin Sieghart
- Saulius Sondeckis
- Andreas Spering
- Vladimir Spivakov
- Pinchas Steinberg
- Ernst Theis
- Michael Tilson Thomas
- Richard Tognetti
- Milan Turković
- Sándor Végh
- Dirk Vermeulen
- Stefan Vladar
- Bruno Weil
- Hugh Wolff
- Michael Alexander Willens
- Thomas Zehetmair

### Kammermusik-Ensembles
- Accademia Daniel
- Acies Quartett
- Amerling Trio
- Amicanto
- Armonico Tributo Austria
- Artis-Quartett
- Australian String Quartet
- Borromeo String Quartet
- Brassissimo Vienna
- Camerata Köln
- Camerata Wien
- casalQUARTETT
- Christophe Coin & Freunde
- Classic Buskers
- Collegium Viennense
- Compagnia di Punto
- Concilium Musicum
- Consort Polyhymnia Alte Universität Wien
- Consortium Classicum
- ConTempo String Quartet
- Da Blechhauf’n
- Die Instrumentisten Wien
- Duo Claviol
- Ensemble Chromaton
- Ensemble Dolce Risonanza
- Ensemble Nova Brass
- Esterházy Baryton Ensemble
- Gamerith Consort
- Gustav Mahler Quartett
- Hagen-Quartett
- Haydn-Quartett
- Haydn Trio Eisenstadt
- Jess-Trio-Wien
- Johann Nepomuk Hummel Trio
- Joseph Haydn Brass Ensemble
- Jolivet Trio
- Juvavum Brass Quintett
- Klavierduo Soós-Haag
- Kolo slavuj
- Laetitia Universi
- La Tempestad
- Le Musiche Nove
- L’Aura Ensemble
- Mendelssohn Trio Berlin
- Meta4
- Mischa Maisky Trio
- Mitglieder des Kammerorchester Basel
- Musica Aeterna
- NeoBarock
- Petersen Quartett
- Petit Trianon
- Piccolo Concerto Wien
- Pleyel Quartett Köln
- Prometheus Ensemble
- Quatuor Manfred
- Ricercar Consort
- Roland Batik Trio
- Salomon Quartett
- Salomon String Quartet
- Salzburger Hofmusik
- Schmeiser-Ostry-Müller-Trio
- Sax Quadrat
- Spielmusik Schönfeldinger
- Streichquartett Con Moto
- Studio da Camera
- The Clarinotts
- Trio Amabile
- Trio Frühstück
- Trio Laflamme
- Trio Wanderer
- Union Brass Quintet
- Van Swieten Society
- Wiener Bläser Akademie
- Wiener Glasharmonika Duo
- Wiener Instrumentalsolisten
- Wiener Klaviertrio
- Wiener Posaunen Ensemble
- Wiener Saxophon Quartett
- Wiener Schubert Trio (heute: Altenberg Trio)

### Solisten
- Nicolas Altstaedt, Violoncello
- Giovanni Antonini, Flöte
- Vladimir Ashkenazy, Klavier
- Mzia Bachtouritze, Klavier
- Paul Badura-Skoda, Hammerklavier
- Lidia Baich, Violine
- Ingeborg Baldaszti, Klavier
- Stefano Barneschi, Violine
- Franz Bartolomey, Cello
- Roland Batik, Klavier
- Christoph Berner, Klavier
- Paolo Beschi, Cello
- Marco Bianchi, Violine
- Florian Birsak, Cembalo
- David Blackadder, Trompete
- Gabor Boldocki, Trompete
- Rachel Brown, Flöte
- Rudolf Buchbinder, Klavier
- Anner Bylsma, Cello
- Andrea Cappelletti, Violine
- Aaron Carpene, Klavier
- Tilly Cernitory, Cello
- Viviane Chassot, Akkordeon
- Sergio Ciomei, Klavier
- Fanny Clamagirand, Violine
- Mirijam Contzen, Violine
- Ottavio Dantone, Cembalo
- Kati Debretzeni, Violine
- Helmut Deutsch, Klavier
- Julius Drake, Klavier
- Katerina Englichova, Harfe
- Art Farmer, Trompete
- Julia Fischer, Violine
- Reinhold Friedrich, Trompete
- Sol Gabetta, Cello
- Hans Gansch, Trompete
- Gottfried von der Goltz, Violine
- Kristin von der Goltz, Violoncello
- Stephanie Gonley, Violine
- Paul Goodwin, Oboe
- Tatjana Grindenko, Violine
- Gabriel Guillén, Gitarre
- Paul Gulda, Klavier
- Veronika Hagen, Viola
- Esther Haffner, Violine
- Clemens Hagen, Cello
- Franz Haselböck, Orgel
- Joji Hattori, Violine
- Tim Hawes, Trompete
- Christopher Hinterhuber, Klavier
- Rainer Honeck, Violine
- Ulrich Hübner, Horn
- Jos van Immerseel, Klavier
- Madoka Inui, Klavier
- Danjulo Ishizaka, Cello
- Hrvoje Jugovic, Hammerklavier
- Herbert Kefer, Viola
- Friedrich Kleinhapl, Cello
- Wolfgang Klinser, Klarinette
- Wolfgang Klos, Viola
- Sebastian Knauer, Klavier
- Ulrich Koella, Klavier
- Ton Koopman, Orgel
- Patricia Kopatchinskaja, Violine
- Wladimir Krainjew, Klavier
- Paul Kropfitsch, Violine
- Rainer Küchl, Violine
- Barthold Kuijken, Flöte
- Edoardo Lanza, Klavier
- Dejan Lazić, Klavier
- Elisabeth Leonskaja, Klavier
- Cornelia Löscher, Violine
- Mischa Maisky, Cello
- Xavier de Maistre, Harfe
- Jonathan Manson, Cello
- Nicholas McGegan, Cembalo
- Rita Medjimorec, Klavier
- Barbara Moser, Klavier
- Viktoria Mullova, Violine
- Sergei Nakariakov, Trompete
- Sergiu Nastasa, Violine
- Giuseppe Nove, Flöte
- Enrico Onofri, Viola
- Daniel Ottensamer, Klarinette
- Albin Paulus, Maultrommel
- Alfredo Perl, Klavier
- Robert Pobitschka, Klavier
- Luigi Puxeddu, Cello
- Julian Rachlin, Violine
- Camillo Radicke, Klavier
- Minna Re Shin, Klavier
- Wolfgang Redik, Violine
- Swjatoslaw Richter, Klavier
- Renato Ripo, Cello
- Mauro Rossi, Violine
- Heinrich Schiff, Cello
- Ragna Schirmer, Klavier
- Alexander Schmalcz, Klavier
- Christa Schönfeldinger, Glasharmonika
- Beni Schmid, Violine
- Gerhard Schulz, Violine
- Matthias Schulz, Flöte
- Wolfgang Schulz, Flöte
- Lilia Schulz-Bayrova, Cello
- Midori Seiler, Violine
- Norman Shetler, Klavier
- Baiba Skride, Violine
- Viviana Sofronitsky, Hammerklavier
- Giovanni Sollima, Cello
- Charles Spencer, Klavier
- Vladimir Spivakov, Violine
- Andreas Staier, Hammerklavier
- Simon Standage, Violine
- Christoph Stradner, Cello
- Karin Supper, Klavier
- Reka Szilvay, Violine
- Melvyn Tan, Klavier
- Christian Tetzlaff, Violine
- Geoffrey Thomas, Klavier
- Richard Tognetti, Violine
- Milan Turković, Fagott
- Vilem Veverka, Oboe
- Stefan Vladar, Klavier
- Jeremy Ward, Fagott
- Ulrike Theresia Wegele, Orgel
- Pieter Wispelwey, Cello
- Matthias Wollong, Violine
- Manfred Wagner-Artzt, Klavier
- Thomas Zehetmair, Violine
- Justus Zeyen, Klavier

### Sänger/-innen
- Lorna Anderson
- Paul Agnew
- Agnes Baltsa
- Wolfgang Bankl
- Juliane Banse
- Cecilia Bartoli
- Daniel Behle
- Katerina Beranova
- Marivi Blasco Peres
- Grace Bumbry
- Christian Boesch
- Florian Boesch
- Christiane Boesiger
- Ian Bostridge
- Renate Burtscher
- José Carreras
- Max Emanuel Cenčić
- Johannes Chum
- Steven Cole
- Manuela Costa
- Lucy Crowe
- Annette Dasch
- Steve Davislim
- Paul Armin Edelmann
- Ursula Eittinger
- Michael Ende
- Mojca Erdmann
- Adrian Eröd
- Ursula Fiedler
- Bernarda Fink
- Yvonne Fontane
- Wolf Matthias Friedrich
- Ruth Gabrielli
- James Gilchrist
- Carola Glaser
- Sabine Goetz
- Moritz Gogg
- Olesya Golovneva
- Susan Gritton
- Edita Gruberová
- Claudia Guarin
- Werner Güra
- Ann Hallenberg
- Nicholas Hariades
- Julian Hartmann
- Günter Haumer
- Mathias Hausmann
- Jörg Hering
- Robert Holl
- Robert Holzer
- Wolfgang Holzmair
- Cornelia Horak
- Stephanie Houtzel
- Ruby Hughs
- Benjamin Hulett
- Luisa Islam Ali Zade
- Andreas Jankowitsch
- Alexander Kaimbacher
- Yuko Kamahora
- Harry van der Kamp
- Vesselina Kasarova
- Simone Kermes
- Angelika Kirchschlager
- Benedikt Kobel
- Wolfgang Koch
- Simone Kermes
- Laurent Koehl
- Ildikó Komlósi
- Judith Kopecky
- Peter Köves
- Elisabeth Kulman
- Ana Maria Labin
- Eteri Lamoris
- Christina Landshamer
- Susanne Langner
- Lisa Larsson
- Jonathan Lemalu
- Herbert Lippert
- Francesca Lombardi
- Ivan Ludlow
- Jamie MacDougall
- Neil Mackie
- Elisabeth von Magnus
- Elisabeth Magnuson
- Johannes Mannov
- Mara Mastalir
- Siphiwe McKenzie
- Manuel Mendaña
- Giorgia Milanesi
- Raffaela Milanesi
- Marlin Miller
- Xavier Moreno
- Alfred Muff
- Ann Murray
- Liliana Nichiteanu
- Lothar Odinius
- Anna Maria Pammer
- Marlis Petersen
- Patricia Petibon
- Alexander Pinderak
- Renate Pitscheider
- Sonia Prina
- Alexander Puhrer
- Thomas Quasthoff
- Ildikó Raimondi
- Chen Reiss
- Christine Reiter
- Isabel Rey
- Nuria Rial
- Bernard Richter
- Eva Maria Riedl
- Matthew Rose
- Martina Rüping
- James Rutherford
- Olatz Saitua-Irribar
- Miriam Sajonz
- Tobias Schabel
- Michael Schade
- Markus Schäfer
- Peter Schreier
- Britta Schwarz
- Paul Schweinester
- Norman Shankle
- Jennifer Smith
- Andy Staples
- Christoph Strehl
- Cheryl Studer
- Andrea Szántó
- Siri Thornhill
- Stephen Varcoe
- Ramón Vargas
- Ibolya Verebics
- Iris Vermillion
- Markus Volpert
- Deon van der Walt
- Sabina von Walther
- Konstantin Wecker
- Scot Weir
- Helmut Wildhaber
- Mara Zampieri
- Christian Zenker
- Ruth Ziesak